# Tirau

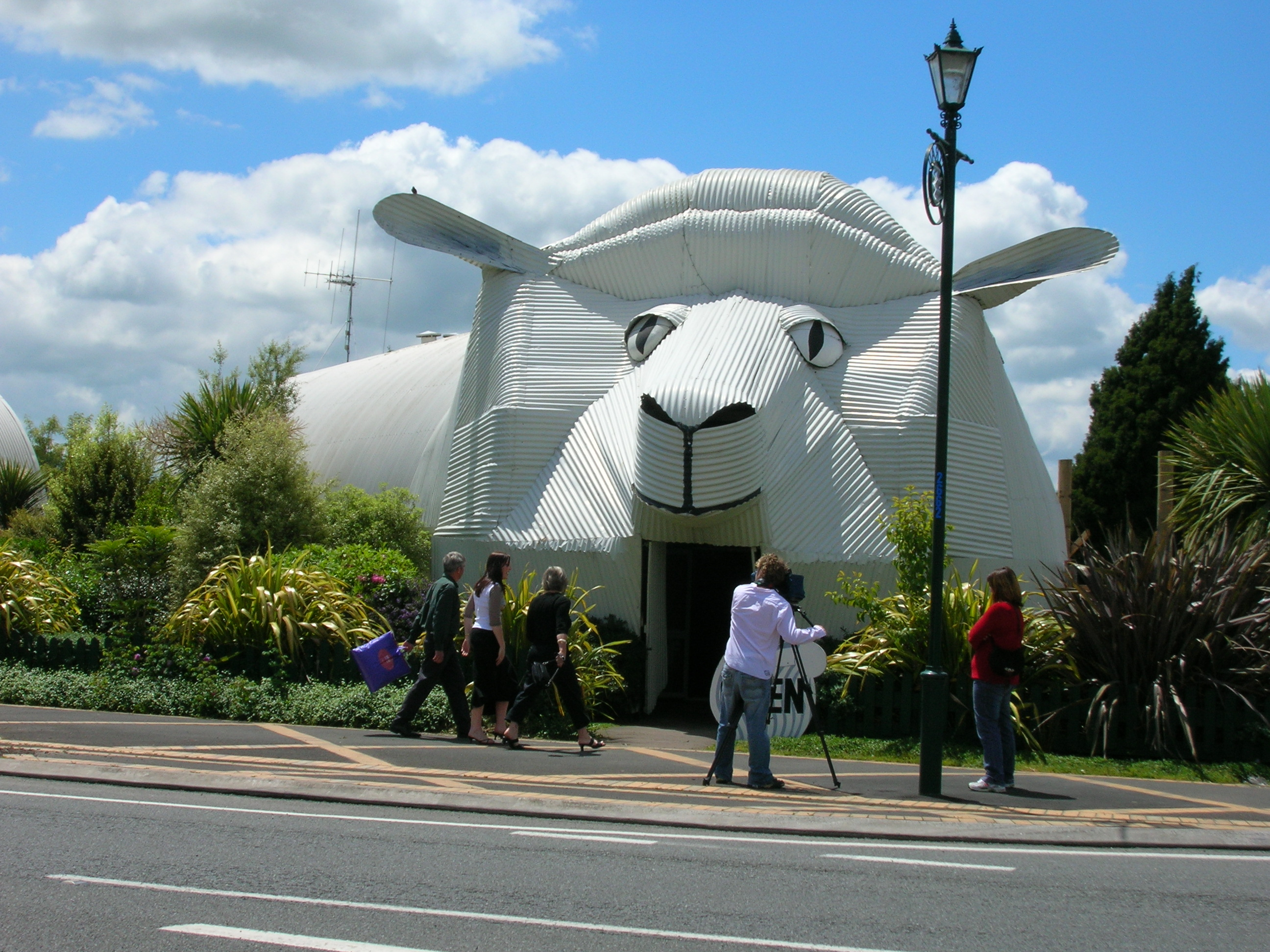
Laden für Wollprodukte

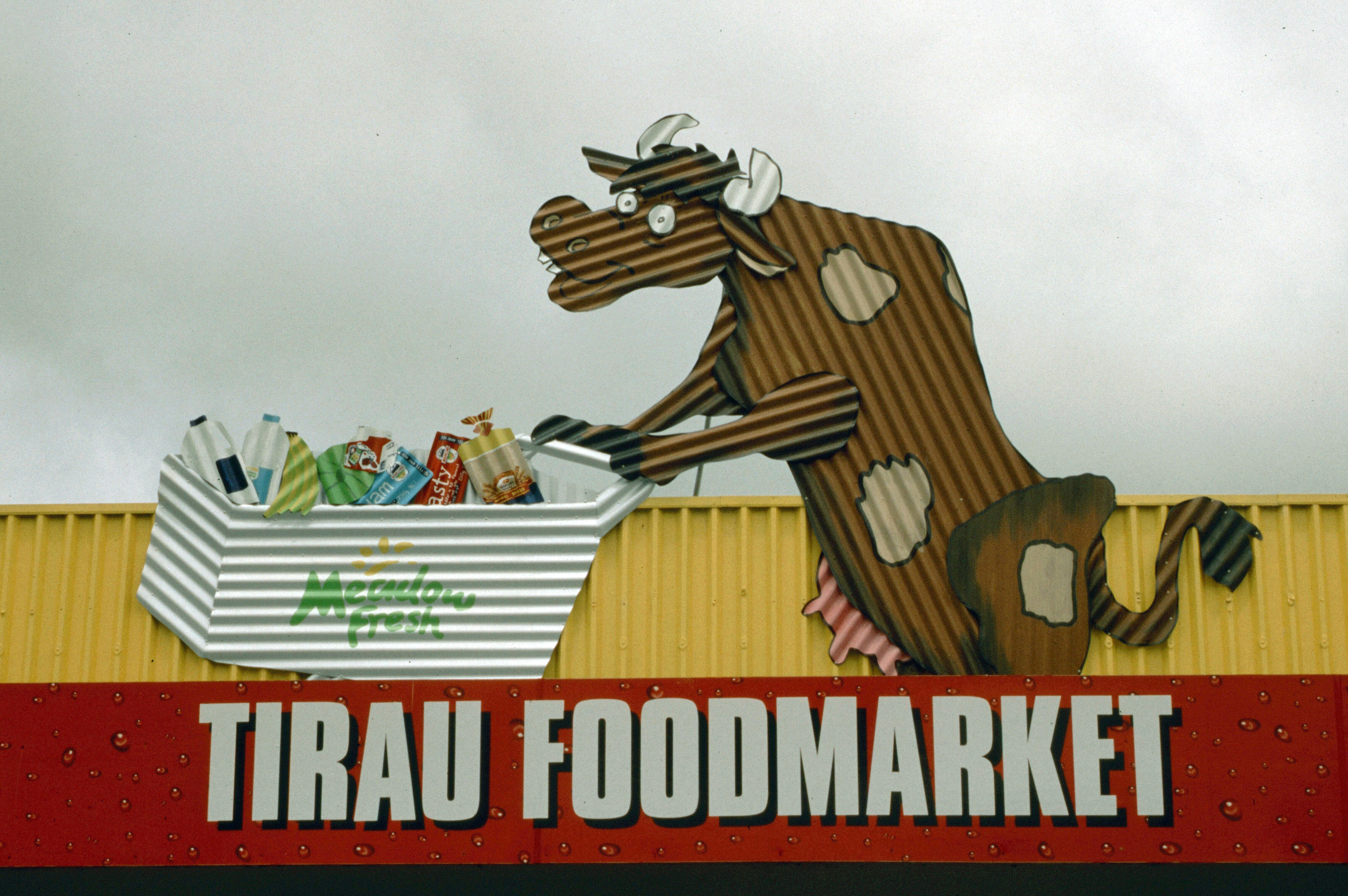
Typische Reklame im Ort

Tirau ist ein Dorf im South Waikato District der Region Waikato auf der Nordinsel von Neuseeland.

## Namensherkunft
Der Name des Dorfes bedeutet in der Sprache der Māori „viele Cabbage Trees“ (Cordyline australis).

## Geographie
Das Dorf befindet sich rund 27 km südostöstlich von Cambridge und rund 29 km nordnordwestlich von Tokoroa, unweit der Ausläufer der bis zu 700 m hohen ehemaligen Caldera, eines vor rund 240.000 Jahren ausgebrochenen Vulkans. An der Südostseite des Dorfes fließt der Oraka Stream, der östlich von Matamata in den Waihou River mündet.
Durch Tirau führt der New Zealand State Highway 1, der das Dorf auf direktem Weg mit dem rund 8 km südlich gelegenen Putāruru verbindet. Nach Osten zweigt von Tirau der New Zealand State Highway 5 ab und nach Norden der New Zealand State Highway 27.

## Geschichte
Im 19. Jahrhundert war Tirau als großer Ort mit dem Namen Oxford geplant. Die geschäftstüchtige Familie Rose kaufte viel Land, um damit zu spekulieren, scheiterte jedoch, und so wurde aus Oxford nur ein recht unbedeutendes landwirtschaftlich geprägtes Dorf, das im Jahr 1896 in Tirau umbenannt wurde. Ende der 1980er Jahre war Tirau nahezu eine Geisterstadt.
1991 kam Henry Clothier auf die Idee, wegen der niedrigen Immobilienpreise in dem Dorf einen Antiquitätenladen im früheren Geschäft der Roses zu eröffnen. Ihm folgten viele andere, so dass Tirau heute ein beliebter Ort für einen Stopp auf der Reise über den State Highway 1 ist, um einerseits Antiquitäten kaufen zu können oder aber Originelles oder Kitsch zu erstehen. Fast alle Läden haben Wellblechskulpturen oder sind ganz aus Wellblech gebaut, so z. B. ein Laden für Wollprodukte in Form eines riesigen Schafes oder das Touristenbüro als ein großer Hund.

## Bevölkerung
Zum Zensus des Jahres 2013 zählte der Ort 690 Einwohner, 5,7 % weniger als zur Volkszählung im Jahr 2006.

## Sehenswürdigkeiten
Nicht zu übersehen sind die in Wellblech errichteten Gebäude einer Tierfigur gleich. Sie verleiten viele Durchreisende zu einem Stopp in dem Dorf. Im Jahre 2000 wurde in einem schlossähnlichen Gebäude das Spielzeugmuseum The Castle eröffnet.

## Verkehr
Tirau hat eine Schienenanbindung. Ursprünglich handelte es sich um die Bahnstrecke Morrinsville–Rotorua. In Folge der neuen Führung der East Coast Main Trunk Railway durch den Kaimai-Tunnel seit 1978 wurden die Strecken der Region durch die Neuseeländische Eisenbahn neu geordnet. Seitdem gehört die Strecke durch Matamata zur Kinleith Branch Line. Personenverkehr findet hier seit 2001 nicht mehr statt.